# 傅景奕
傅景奕，浙江会稽（今浙江绍兴）人，是一名清朝政治人物。
傅景奕曾于1730年接替江之翰任宝山县知县一职，1732年由薛仁锡接任。